# 가천 암수바위
남해가천암수바위(南海加川─)는 경상남도 남해군 남면에 있는 성숭배 관련 남근석이다. 시도민속문화재이다.

## 내용
2기(基). 경상남도 민속자료 제13호. 성숭배(性崇拜) 신앙의 대상물인 이 암수바위는 신격(神格)이 미륵불로 변이되어서 숫바위를 숫미륵, 암바위를 암미륵이라 부르고, 합하여 미륵불이라 일컫고 있다.
전설에 의하면, 조선 영조 27년(1751) 이 고을의 현령 조광진의 꿈에 한 노인이 나타나 “내가 가천에 묻혔는데, 우마(牛馬)의 통행이 잦아 일신이 불편해서 견디기가 어려우니 나를 파내어 일으켜 세워 주면 필히 좋은 일이 있을 것이다.”라고 하여 현령이 현몽에 따라 가천에 가서 땅을 파게 했더니 이 암수바위가 나왔다.
이에 현령은 암수바위를 미륵불로 봉안하고 논 다섯 마지기를 헌납하여 이 미륵이 발견된 음력 10월 23일을 기하여 매년 제사를 지내게 하였다고 한다. 바다에서 북으로 100m 거리의 가천마을 최하단 100평 가량의 밭 모서리에 5m 간격으로 암수바위가 있다.
숫바위는 높이 580㎝, 둘레 250㎝로 발기한 남자 성기의 모양으로 서 있고, 암 바위는 높이 390㎝, 둘레 230㎝로 잉태하여 배가 부른 여인의 모습으로 비스듬히 누워 있다. 부정 없는 동민 중에서 제주와 집사를 선정하여 음력 10월 23일에 제를 올리는데, 미륵에 대한 제라 어육과 술을 일체 쓰지 않고 과일ㆍ떡ㆍ나물 등을 큰 그릇에 담아 제사를 차리고 지낸다.
제의의 목적은 마을의 무사태평과 풍농풍어의 기원이다. 전에는 이 미륵불의 영험함을 믿는 사람들이 미륵계를 만들어 제를 주관하였고, 어부들은 처음 잡은 고기를 이 바위 앞에 얹고 빌면 고기가 많이 잡히며, 해난사고를 당하지 않는다고 기원을 하였다.
이것은 풍요, 다산을 위하여 숭배해 오던 민간의 성기신앙에 불교가 유합되어 그 신격이 민중구제의 미래불인 미륵으로 격상되면서 종교적 기능이 확대되고 신체(神體)의 신성성이 계속 유지된 것으로, 한국 성숭배신앙의 추이를 살피는 데에 귀중한 자료가 된다. 1990년 경상남도 민속자료로 지정되었다.

## 같이 보기
- 남해군